# Kärntnertortheater
El Kärntnertortheater, o Theater am Kärntnertor (en español: “Teatro  de la Puerta Carintia”) fue un teatro de Viena, activo durante los siglos XVIII y XIX. Su denominación oficial fue Kaiserliches und Königliches Hoftheater zu Wien (“Teatro de la Corte Imperial y Real de Viena”).

## Historia
El teatro fue construido en 1709, sobre un proyecto de Antonio Beduzzi, junto a las murallas de la ciudad, cerca de la antigua Puerta Carintia (Kärntnertor). La construcción fue financiada por la Ciudad de Viena, con la intención de que fuera frecuentado por el pueblo vienés, de todas las clases. Sin embargo, en sus primeros años, por orden del Emperador, se dedicó a la ópera italiana, un espectáculo elitista. A partir de 1711, sin embargo, bajo la dirección de Josef Stranitzky, la programación se abrió a una mayor variedad de géneros, incluyendo una versión alemana de la Commedia dell'Arte italiana. En 1730, Vivaldi se mudó a Viena, donde residió hasta su muerte, por lo que el teatro vio, si no los estrenos, sí varias representaciones de Farnace, L'olimpiade y Catone in Utica.
A partir de 1752, la emperatriz María Teresa decretó que el teatro se pusiera bajo la supervisión directa de la corte imperial. Tras el primer incendio de 1761, el teatro se reconstruyó bajo la dirección del arquitecto de la Corte, Nicolò Pacassi, y dos años más tarde reabríó, ya con el título de "Teatro de la Corte Imperial y Real". Desde su apertura alternaron las representaciones de ópera y teatro hablado, pero desde comienzos del siglo XIX se dedicó exclusivamente al ballet y a la ópera (italiana y alemana). Como consecuencia, se pudieron empezar a representar las óperas de Mozart, después de haber sido estrenadas en el antiguo Burgtheater de la Michaelerplatz. En ocasiones, las obras se representaban, en días consecutivos, en ambos teatros.
Entre 1811 y 1814, Ignaz Franz Castelli fue dramaturgo titular del Teatro (Hoftheaterdichter). Posteriormente, otros autores, como Ignaz Franz von Mosel, Moritz Graf Dietrichstein, Georg Friedrich Treitschke o Joseph Kupelwieser ejercieron cargos similares. En 1821 se cedió la dirección a Domenico Barbaja, empresario del Teatro de San Carlos de Nápoles. En este tiempo triunfaron las óperas de Gioacchino Rossini. Como punto culminante de toda esta historia, destaca el concierto del 7 de mayo de 1824, con la primera interpretación vienesa de fragmentos de la Missa Solemnis y el estreno absoluto de la novena sinfonía, ambas de Beethoven. 
A raíz de las revueltas de 1848, el teatro permaneció cerrado durante unos meses, y volvió a abrir, perdiendo su título de "Teatro de la Corte", pasando a ser simplemente Operntheater (“Teatro de la Ópera”), aunque todavía privilegiado con la aportación de fondos del Tesoro. En 1850 volvería a recuperar el título. La dirección pasó a un comité artístico dirigido por el director del Burgtheater, Franz Ignaz von Holbein. La nueva etapa se abrió con una representación de La flauta mágica de Mozart. En esta época destaca la presentación de las óperas de Meyerbeer, Auber y Halévy. También se presentaron, cantadas en alemán, las óperas de Verdi (Macbeth, Rigoletto, Il trovatore o La Traviata).
En 1854 Carl Eckert se convirtió en el primer director de la Ópera Imperial que también ostentaba el cargo de director musical. Durante su mandato llegaron por primera vez a la Hofoper los dramas wagnerianos (Lohengrin en 1858 y Tannhäuser en 1859).
A partir de 1861, una vez demolida la antigua muralla, comenzó la construcción del nuevo Teatro de la Corte (actual Staatsoper), a pocos metros del Kärntnertortheater. Aunque el nuevo teatro se inauguró en 1869, el antiguo Hoftheater continuó funcionando durante algunos meses, presentando incluso nuevas óperas de Gounod o Thomas. La última ópera representada en él dada fue Guillermo Tell de Rossini, el 17 de abril de 1870. Poco después, el edificio fue demolido, y en su lugar se levantó un bloque de apartamentos, que actualmente alberga el Hotel Sacher.

## Estrenos en el Kärntnertortheater
Durante su historia, el Kärntnertortheater ha sido el lugar de la primera representación mundial de importantes obras musicales, dirigidas a veces por los propios compositores dirigiendo la orquesta del teatro, como el joven Franz Lachner y Ferdinando Paer. El principal estreno fue la Novena sinfonía de Ludwig van Beethoven el 7 de mayo de 1824. Otros estrenos se recogen en la tabla que sigue.
| 1753 (quizás 1751)      | Joseph Haydn                    | Der krumme Teufel (The Lame Devil), una obra cómica del joven Haydn, ahora perdida, que estableció su temprana reputación. |
| 18 de octubre de 1764   | Florian Leopold Gassmann        | L'olimpiade |
| 25 de mayo de 1766      | Florian Leopold Gassmann        | Il viaggiatore ridicolo |
| 1773                    | Antonio Salieri                 | La Locandiera |
| 4 de abril de 1774      | Wolfgang Amadeus Mozart         | Thamos, König in Ägypten, una obra de Tobias Philipp, baron von Gebler, con música de Mozart                               |
| 7 de marzo de 1787      | Wolfgang Amadeus Mozart         | Concierto para piano n.º 25, K. 503                                                                                        |
| 14 de octubre de 1795   | Antonio Salieri                 | Palmira, regina di Persia                                                                                                  |
| 14 de junio de 1796     | Peter von Winter                | Das unterbrochene Opferfest                                                                                                |
| 3 de enero de 1799      | Antonio Salieri                 | Falstaff, ossia le tre burle                                                                                               |
| 28 de febrero de 1799   | Ferdinando Paer                 | Camilla |
| 12 de julio de 1799     | Ferdinando Paer                 | Il morto vivo |
| 2 de junio de 1800      | Antonio Salieri                 | Cesare in Farmacusa |
| 2 de septiembre de 1800 | Ferdinando Paer                 | Ginevra degli Almieri |
| 22 de octubre de 1800   | Antonio Salieri                 | L'Angiolina |
| 18 de diciembre de 1800 | Ferdinando Paer                 | Poche ma buone |
| 6 de junio de 1801      | Ferdinando Paer                 | Achille |
| 14 de marzo de 1809     | Joseph Weigl                    | Die Schweizer Familie |
| 23 de mayo de 1814      | Ludwig van Beethoven            | Fidelio (tercera versión, definitiva)                                                                                      |
| 13 de abril de 1820     | Joseph Weigl                    | Daniel in der Löwengrube oder Baals Sturz                                                                                  |
| 14 de junio de 1820     | Franz Schubert                  | Die Zwillingsbrüder |
| 7 de marzo de 1821      | Franz Schubert                  | Canción "Erlkönig", gesungen von Johann Michael Vogl                                                                       |
| 4 de diciembre de 1822  | Conradin Kreutzer               | Libussa |
| 25 de octubre de 1823   | Carl Maria von Weber            | Euryanthe |
| 15 de enero de 1823     | Conradin Kreutzer               | Cordelia |
| 7 de mayo de 1824       | Ludwig van Beethoven            | Novena sinfonía |
| 11 de agosto de 1829    | Frédéric Chopin                 | Debut vienés como pianista de Chopin                                                                                       |
| 9 de marzo de 1837      | Conradin Kreutzer               | Das Nachtlager in Granada (segunda versión con recitativos)                                                                |
| 19 de mayo de 1842      | Gaetano Donizetti               | Linda di Chamounix |
| 5 de junio de 1843      | Gaetano Donizetti               | Maria di Rohan |
| 3 de febrero de 1844    | Otto Nicolai                    | Die Heimkehr des Verbannten                                                                                                |
| 13 de noviembre de 1845 | Gaetano Donizetti               | Dom Sébastien (versión revisada)                                                                                           |
| 20 de diciembre de 1845 | Otto Nicolai                    | Der Tempelritter |
| 25 de noviembre de 1847 | Friedrich von Flotow            | Martha |
| 28 de agosto de 1848    | Heinrich Proch                  | Der gefährliche Sprung |
| 22 de noviembre de 1849 | Johann von Hasslinger-Hassingen | Jolanthe |
| 12 de enero de 1850     | Johann Vesque von Püttlingen    | Ein Abenteuer Carl des Zweiten                                                                                             |
| 30 de enero de 1851     | Josef Dessauer                  | Paquita |
| 24 de junio de 1851     | Giulio Benoni                   | Emma, ossia: Il protettore invisibile                                                                                      |
| 9 de junio de 1852      | Federico Ricci                  | Il marito e l'amante |
| 18 de diciembre de 1852 | Friedrich von Flotow            | Indra |
| 25 de mayo de 1853      | Federico Ricci                  | Il paniere d'amore von |
| 12 de febrero de 1856   | Friedrich von Flotow            | Albin |
| 29 de mayo de 1857      | Gaetano Braga                   | Estella di San Germano |
| 8 de enero de 1858      | Franz von Suppè                 | Paragraf 3 |
| 10 de junio de 1858     | Natale Perelli                  | Clarissa Harlowe |
| 5 de mayo de 1860       | Josef Dessauer                  | Dominga |
| 23 de febrero de 1861   | Anton Rubinstein                | Die Kinder der Haide |
| 4 de febrero de 1864    | Jacques Offenbach               | Die Rheinnixen (Les Fées du Rhin)                                                                                          |
| 18 de febrero de 1869   | Moritz Kässmayer                | Das Landhaus in Meudon |